# 伯爵宮
伯爵宮（英語：Earl's Court）是位於西倫敦、肯辛頓和車路士區內肯辛頓地區的一個街區，鄰接西倫敦線與區域線的鐵軌，這些鐵軌將該地與西側的古老行政區富勒姆分隔開來，東側為南肯辛頓，南側為切爾西，而東北側則是肯辛頓。該地名稱源自1887年開放的娛樂場（現已不復存在），以及二戰前興建的伯爵宮展覽中心，該中心曾是全英國最大型的室內場館之一，也是知名的音樂演出地點，直到2014年關閉。
實際上，伯爵法院在地理上雖僅限於SW5郵遞區域，但其名稱往往延伸使用至鄰近地區，包括西側倫敦哈默史密斯與富勒姆區（London Borough of Hammersmith and Fulham）內的SW6與W14郵遞區號區域，以及肯辛頓和車路士區內的SW7、SW10與W8等相鄰街道。
伯爵法院同時也是當地政府——肯辛頓與切爾西倫敦自治市議會（Kensington and Chelsea London Borough Council）下轄的一個選區。根據2011年人口普查，該選區人口為9,104人。

## 同志社區
伯爵宮比蘇豪區和沃克斯霍爾更早成為倫敦的主要同志社區，部分同志酒吧早於1930年代已經有易服表演。

## 伸延閱讀
- AA Illustrated Guide to Britain, Basingstoke, Hampshire, 5th edition, 1983, p. 240-1.